# 德祥地產
德祥地產集團有限公司（港交所：0199），前稱祥泰行集團。2000年因財務問題，被德祥企業收購，改以「德祥地產」取代上市。主要業務為投資香港、中國大陸、澳門等地的房地產產業、證券投資、貸款融資等，亦在中国经营高尔夫球度假村及消闲业务。現為德祥企業旗艦公司。

## 歷史
2015年12月22日市建局公佈，德祥地產全資附屬公司Assets Island Limited，中標深水埗海壇街的需求主導重建項目，項目可建樓面面積中，住宅面積佔3千1百多平方米，涉及69伙。

## 組織與業界關係
- 主席：张汉杰
- 主要持股人：ITC Corporation Limited（61.32%）、Commonwealth Bank of Australia（6.04%）、Karr Robert A.（5.95%）
- 董事：张汉杰（主席兼执行董事）、陈佛恩（董事总经理兼执行董事）、赖赞东（执行董事）、陈耀麟（执行董事）、张志杰（执行董事）、马志刚（非执行董事）、王志强（独立非执行董事）、乔小东（独立非执行董事）、郭嘉立（独立非执行董事）
- 秘书：忻霞虹
- 核数师：德勤·关黄陈方会计师行
- 主要往来银行：中国银行（香港）有限公司、中国银行股份有限公司澳门分行、中信银行国际有限公司、中国工商银行（亚洲）有限公司、瑞士银行香港分行、亨银行有限公司
- 律师：Conyers Dill & Pearman、姚黎李律师行、张叶司徒陈律师事务所、梁瀚民大律师

## 外部連結
- itcproperties.com （页面存档备份，存于）